# 不完備情報ゲーム
不完備情報ゲーム（ふかんびじょうほうゲーム）とは、ゲームのルールあるいはプレイするのに必要な情報がプレイヤー間で共有されていないゲームをいう。
ゲーム理論において、ゲームに参加するプレイヤー全員がゲームの要素・ルール等の構造を正確に理解できている前提で為されるゲームを完備情報ゲームといい、完備情報ゲームの条件が満たされないゲームが不完備情報ゲームとされる。
例えば、オークションは、出品されたものに各参加者がどういう評価額をつけているのかがわからないため、不完備情報ゲームの代表例とされ、ゲーム理論の応用としてオークション理論が発展した。
これに対し、他のプレイヤーが行動するときにそれまでに起こっている情報をすべて把握することができないゲームは、不完全情報ゲーム（ふかんぜんじょうほう-）という。完全情報ゲームの記事を参照のこと。